# Anier García
Pour les articles homonymes, voir García.
Anier García Ortiz, né le 9 mars 1976 à Santiago de Cuba, est un athlète cubain, vainqueur des Jeux olympiques sur 110 m haies.

## Carrière
Anier García remporte les Championnats panaméricains junior en 1995. L'année suivante, il est éliminé au stade des quarts de finale lors des Jeux olympiques de 1996 à Atlanta. Il éclate sur la scène internationale durant l'année 1997 en remportant la finale du 60 mètres haies des Championnats du monde en salle de Paris. Blessé à la jambe lors des Championnats du monde en plein air d'Athènes, il est contraint à l'abandon en demi-finale. En 1999, Garcia remporte le 110 mètres haies des Jeux panaméricains mais doit s'incliner en finale des Mondiaux de Séville face au Britannique Colin Jackson. Il établit néanmoins un nouveau record national de Cuba en 13 s 07. 
Il obtient la consécration mondiale lors des Jeux olympiques 2000 de Sydney en remportant le 110 m haies où il devance, avec le temps de 13 s 00 tout juste, les Américains Terrence Trammell et Mark Crear. Anier García devient ainsi le deuxième athlète Cubain champion olympique, vingt-quatre ans après Alberto Juantorena. L'année suivante, il décroche la médaille d'argent des Championnats du monde 2001 tenus à Edmonton, et s'incline de trois centièmes de seconde seulement face au double vainqueur de l'épreuve, l'Américain Allen Johnson. Ce titre de vice-champion du monde s'ajoute à sa médaille d'argent remportée en début de saison 2001 sur 60 m haies lors des Mondiaux indoor de Lisbonne
En 2003, le Cubain subit une nouvelle foi la loi d'Allen Johnson en finale des Championnats du monde en salle de Birmingham. Il remporte une nouvelle médaille d'argent, portant à trois le nombre de podiums obtenus dans cette compétition. En août 2003, il est contraint de renoncer aux Championnats du monde de Paris-Saint-Denis en raison d'une blessure à la cuisse. L'année suivante, il remporte la médaille de bronze des Jeux olympiques d'Athènes, dominé par Liu Xiang qui établit à l'occasion un nouveau record du monde de la discipline (12 s 91), et par Terrence Trammell.

## Palmarès

### Jeux olympiques
- Jeux olympiques 2000 à Sydney :
  -  Médaille d'or du 110 mètres haies
- Jeux olympiques 2004 à Athènes :
  -  Médaille de bronze du 110 mètres haies

### Championnats du monde
- Championnats du monde d'athlétisme 1999 à Séville :
  -  Médaille d'argent du 110 m haies
- Championnats du monde d'athlétisme 2001 à Edmonton :
  -  Médaille d'argent du 110 m haies

### Championnats du monde en salle
- Championnats du monde en salle 1997 à Paris :
  -  Médaille d'or du 60 m haies
- Championnats du monde en salle 2001 à Lisbonne :
  -  Médaille d'argent du 60 m haies
- Championnats du monde en salle 2003 à Birmingham :
  -  Médaille d'argent du 60 m haies

### Jeux Panaméricains
- Jeux panaméricains de 1999 à Winnipeg :
  -  Médaille d'or du 110 m haies